# Szemzdrowo
Szemzdrowo (niem. Schlemsdorf, do 31 grudnia 2016 Szmezdrowo) – wieś w Polsce położona w województwie wielkopolskim, w powiecie rawickim, w gminie Bojanowo.
W okresie Wielkiego Księstwa Poznańskiego (1815-1848) miejscowość wzmiankowana jako Szemsdrowo należała do wsi mniejszych w ówczesnym pruskim powiecie Kröben (krobskim) w rejencji poznańskiej. Szemsdrowo należało do okręgu bojanowskiego tego powiatu i stanowiło część majątku Gołaszyn, którego właścicielką była wówczas (1846) Żychlińska. Według spisu urzędowego z 1837 roku wieś liczyła 94 mieszkańców, którzy zamieszkiwali 16 dymów (domostw).
W okresie międzywojennym w miejscowości stacjonowała placówka 17 batalionu celnego, a później placówka Straży Granicznej I linii „Szemzdrowo”.
W latach 1975–1998 miejscowość administracyjnie należała do województwa leszczyńskiego.